# Sénat (Liberia)
Pour les autres articles nationaux ou selon les autres juridictions, voir Sénat.
55e législature
Capitole du Liberia
Le Sénat (en anglais : Senate) est la chambre haute de la législature bicamérale du Liberia. Il est composé de 30 sénateurs élus directement par la population pour des mandats de neuf ans.

## Système électoral
Le Sénat est composé de 30 sièges renouvelés par moitié selon un calendrier particulier à raison de deux sénateurs pour chacun des 15 comtés du pays. Un sénateur est ainsi élu dans chaque comté directement par la population pour un mandat de 9 ans au scrutin uninominal majoritaire à un tour au cours de deux scrutins espacés de trois ans, suivis d'une période sans élections de six ans. 
Les candidats doivent être âgés d'au minimum trente ans, posséder la nationalité libérienne, être domicilié dans le comté où ils concourent depuis au moins un an et payer des impôts.

## Présidence
- Président (Vice-président de la république du Liberia) : Jeremiah Koung ;
- Présidente pro tempore : Nyonblee Karnga-Lawrence ;
- Secrétaire général : J. Nanborlor F. Singbeh Sr.[2].